# Группы говоров русского языка

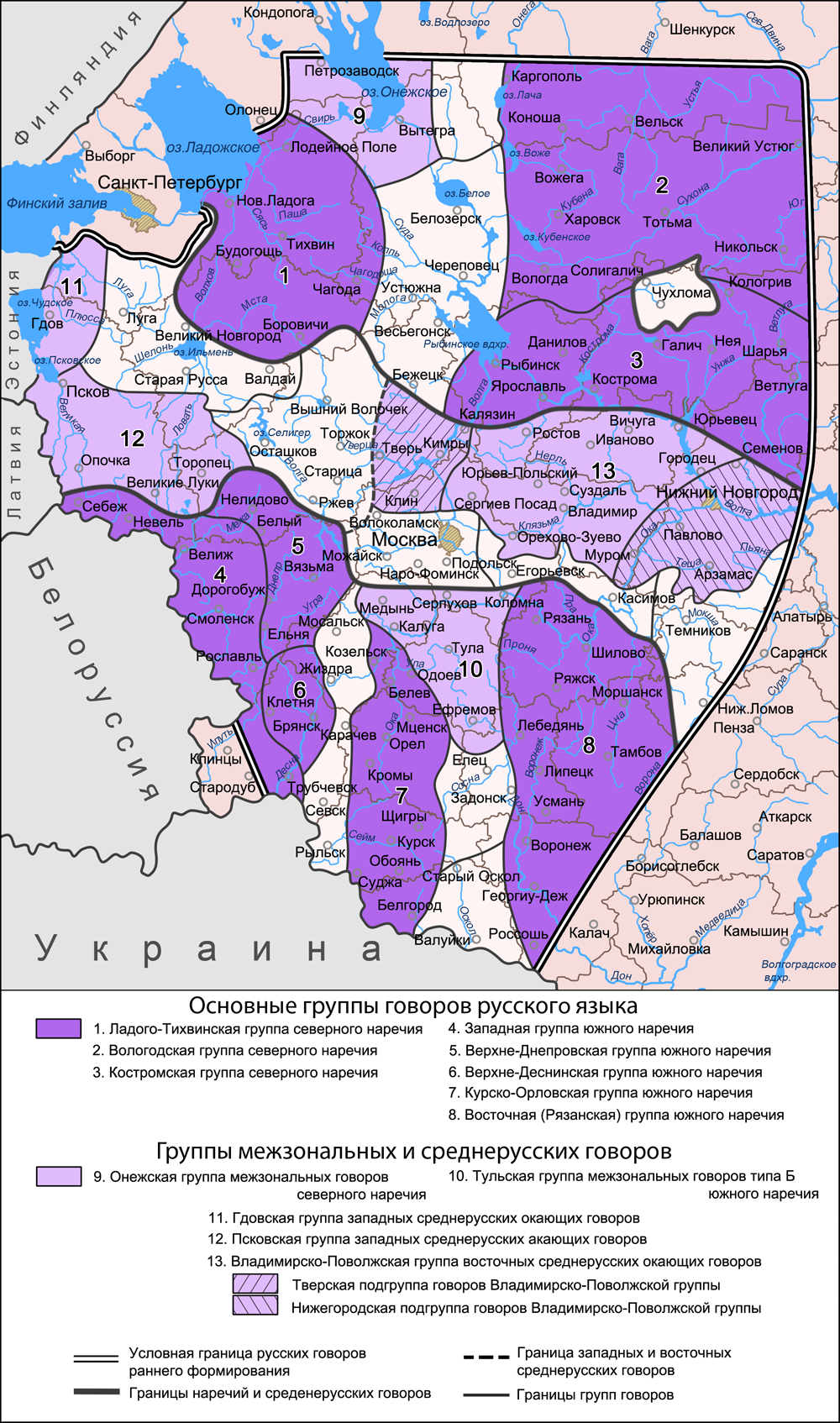
Группы говоров северного и южного наречий, а также среднерусских говоров на территории распространения русских диалектов первичного формирования (диалектологическая карта 1964 года)

Гру́ппы го́воров ру́сского языка́ — наименьшие ареальные единицы диалектного членения русского языка, входящие в состав наречий и среднерусских говоров. Территории групп говоров представляют собой неделимые сочетания ареалов диалектных явлений. В отличие от наречий и диалектных зон группы говоров представляют собой реальные местные разновидности русского языка.

## Группы говоров на диалектологических картах русского языка
Группы говоров как диалектные величины русского языка представлены на диалектологических картах, составленных в 1914 и в 1964 годах. Группы говоров различаются на этих картах как по своему составу, по принадлежности к наречиям и переходным говорам и по очертаниям, так и по принципу выделения групп.
- В классификации русских диалектов 1914 года основными признаками при выделении групп говоров в пределах наречий были выбраны отдельные фонетические диалектные черты. Для северновеликорусских говоров были выбраны различные типы произношения гласных ударных и безударных слогов в соответствии ѣ, а для южновеликорусских говоров были выбраны различные типы яканья[6]. При составлении диалектологической карты 1965 года группы говоров выделялись на основании определённых сочетаний ареалов (неделимых далее) диалектных явлений всех уровней языка (а не только системы вокализма), структурно связанных между собой. После оценки выявленного языкового комплекса группы определялись её границы, они проводились по изоглоссам наиболее значительных для групп диалектных явлений. Различия в подходе к выделению групп говоров авторами карт 1914 и 1964 годов привёл к изменению числа групп, изменению их границ и выявлению неравноценности разных групп говоров[6].
- На карте 1964 года представлена бо́льшая дробность говоров, число групп говоров выше как в обоих наречиях, так и в среднерусских говорах.
- В число групп говоров северного наречия не включена Поморская группа (в связи с меньшей территорией картографирования), часть Западной (Новгородской) группы и полностью Владимирско-Поволжская группа (включённые в состав среднерусских говоров), в число групп говоров южного наречия включены группы говоров, выделенных на территории, которая на карте 1914 года рассматривалась как территория белорусского наречия или переходных к белорусским говоров[8].
- Границы между группами говоров изменились вследствие как нового подхода в их выделении на карте 1964 года и появления новых групп, так и вследствие ограничения территории, на которой проводилось исследование русских диалектов. В случае размещения групп на сходных территориях авторы карты 1964 года сохраняли прежнее название групп, в частности Псковской, Владимирско-Поволжской, Тульской, Восточной[6].
- Группы говоров на карте 1964 года в отличие от групп на карте 1914 года отличаются неравноценностью при сравнении их друг с другом. При анализе соотношений ареалов групп говоров с ареалами диалектных зон были выявлены основные группы говоров для каждого из наречий и группы в пределах межзональных говоров. Также особенностью карты 1964 года было выделение в составе групп подгрупп говоров[9].

## Характеристика группы говоров
Дальнейшее разделение территории распространения русского языка на диалектологической карте 1964 года на меньшие величины вслед за разделением на северное и южное наречия проводится в результате выявления в пределах наречий (и тем самым также в пределах диалектных зон) локальных сочетаний ареалов диалектных явлений. Эти ареальные сочетания образуют образуют группы говоров (реже подгруппы говоров в составе групп). Наречия с группами говоров и собственно говорами состоят в отношениях соподчинённого характера, наречие является высшим диалектным объединением по отношению к группе говоров, а группа говоров по отношению к отдельному говору.
В отличие от наречий и диалектных зон в группах говоров представлены реальные разновидности диалектного языка, которыми пользуется как средством общения сельское население определённых территорий. Различия между отдельными говорами в пределах группы являются незначительными на фоне преобладания общих языковых черт, не затрагивают основные элементы языкового строя, в связи с чем язык каждой из групп говоров русского языка можно рассматривать как внутренне единую систему.
При проведении границ между группами в значительной мере проявляется их условность, объясняемая тем, что часть ареалов диалектных явлений выходит за пределы основных сочетаний ареалов, образуя переходную зону смешения явлений, характерных порознь двум соседним группам говоров. Говоры этой переходной зоны сложно отнести определённо к одной из двух соседних групп, и, следовательно, сложно провести определённую границу между группами. Поэтому при нанесении на карту границ за них принимались условно проведённые линии по изоглоссам наиболее характерных для каждой конкретной группы явлений.

## Языковые комплексы групп говоров
Каждая группа говоров включает в состав своего языкового комплекса все диалектные явления, характерные для наречия, в которое она входит. Также в языковую характеристику групп говоров входят диалектные явления одной и более диалектных зон или часть их явлений, в зависимости от того в какой части ареала зоны находится группа. Так, для Вологодской группы говоров присуще смычное образование звонкой задненёбной фонемы [г] и её чередование с [к] в конце слова и слога: но[г]а́ — но[к], бер’о[г]у́с’ — бер’о́[к]с’а и т. п., известное всем остальным группам северного наречия; в них распространены слова баско́й, ба́ский, баско́, баса́ (красивый, красиво, красота), известные в северной диалектной зоне (встречаются в среднерусских Гдовских говорах, но не встречаются в северных Костромских говорах).
В случае, если группа относится к среднерусским говорам, то, помимо явлений диалектных зон, она включает в свой состав все явления (или их большинство), общие для всех среднерусских говоров (как правило, севернорусские или южнорусские), а также явления тех локальных объединений, куда входит данная группа: западных или восточных среднерусских говоров, окающих или акающих в составе западных говоров. Для Псковской группы говоров характерно неразличение гласных во втором предударном и заударном слогах после твёрдых согласных (как и для всех среднерусских говоров, южнорусская черта), различение твёрдых аффрикат ц и ч (как и для всех западных среднерусских говоров), распространение формы родительного падежа ед. числа с окончанием -е (-и) у существительных жен. рода с окончанием -а и твёрдой основой: у жен[е́] , с рабо́т[и]  и т. п. (как и для всех западных среднерусских акающих говоров); а также наличие перфектов: у меня́ воды́ прине́сено, у меня́ коро́ву подо́ено и т. п. (черта северо-западной диалектной зоны), наличие протетического в перед начальными о и у: [во́]сен’ (осень), [ву́]тка (утка) и т. п. (черта юго-западной диалектной зоны) и т. д.
Своеобразие каждой конкретной группе придают собственно местные диалектные явления (не всегда распространённые в каждом из говоров группы, но в их большей части). Часть местных диалектных черт может встречаться исключительно на территории данной группы, часть может быть распространена в других диалектных объединениях.
При внутреннем членении наречий, характеризующие их диалектные явления, как совокупности структурных разновидностей (такие как различение и неразличение гласных, возможность утраты интервокального j, возможность ассимилятивного смягчения к и др.), представляются в каждой из включаемых в наречие групп говоров только в виде одной определённой разновидности. Местные структурные разновидности диалектных явлений играют значительную роль при выделении групп говоров в составе наречий.

## Различия между группами говоров
Среди групп говоров на территории распространения русского языка в зависимости от различия исторических процессов их формирования наблюдаются различия в составе их языковых комплексов.

### Основные группы говоров
Основными группами говоров в пределах наречий называются те группы, ареалы которых размещаются внутри пяти основных диалектных зон и положение которых на территории распространения русского языка является периферийным. Основные группы внутри одной диалектной зоны отчётливо противопоставляются группам внутри другой, территориально противостоящей, диалектной зоны. Так, в пределах северного наречия Ладого-Тихвинская группа говоров на западе противопоставляется Вологодской и Костромской группам на востоке, а в пределах южного наречия группы говоров западной части (Западная, Верхне-Днепровская и Верхне-Деснинская) противопоставляются говорам центра (Курско-Орловская группа говоров) и востока (Восточная (Рязанская) группа говоров).

### Группы говоров по сложности языковых комплексов
Группы говоров, как правило, являются неодинаковыми по значимости и характеру их языковых комплексов. Значение комплекса группы говоров тем выше, чем он сложнее, чем больше в него входит местных диалектных явлений, чем больше явлений реализуется в широком или неограниченном языковом материале, а не в отдельных словах или группах слов. Такие явления, часто проявляющиеся в речевом потоке, придают местной речи своеобразный колорит.

### Переходные (межзональные) говоры
На территориях, где совмещаются окраинные части ареалов двух и более противоположных по местоположению сочетаний ареалов групп говоров, диалектных зон или наречий, образуются переходные говоры, как между соседними группами говоров, так и между крупными частями наречий — межзональные говоры. На занимаемых обширных областях межзональными говорами могут быть выделены самостоятельные группы говоров. Переходные говоры характеризуются смешением части языковых черт двух и более соседних диалектных объединений. По характеру своего образования к межзональным или переходным относятся также среднерусские говоры.

### Межзональные группы говоров
Частным случаем переходных говоров являются межзональные группы говоров внутри наречий, отличающиеся от основных групп говоров по ряду особенностей.
Межзональные группы говоров размещаются на территории взаимоналожения окраинных частей ареалов противостоящих друг другу диалектных зон и окраинных частей ареалов основных групп говоров. Такое размещение как бы проводит разграничение по территориям межзональных говоров, разделяющее северное наречие на западную и восточную части, а южное наречие на западную, центральную и восточную части и одновременно осуществляется плавный переход между частями наречий (между западной и восточной частями северного наречия — межзональные говоры северного наречия, между западной и центральной частями южного наречия — межзональные говоры А южного наречия, между центральной и восточной частями южного наречия — межзональные говоры Б южного наречия).
Языковые характеристики межзональных говоров отличаются от характеристик основных групп говоров в пределах наречия. Если языковые системы основных групп говоров включают языковые черты диалектной зоны (внутри которой расположена группа) и собственно местные языковые черты, то языковые системы межзональных говоров включают сочетания языковых черт противоположных по местоположению наречий и групп говоров.
Как и среднерусские говоры, межзональные характеризуются сочетанием в них разнодиалектных черт, в их случае порознь характерных для разных частей наречий (разных соседних с ними групп говоров и диалектных зон в пределах наречий). Вследствие наличия небольшого числа местных диалектных черт, языковая характеристика межзональных групп говоров является менее выразительной, чем характеристика основных групп.

## Говоры, не образующие групп и подгрупп
Как среди межзональных говоров в пределах наречий, так и среди среднерусских говоров по наличию определённо выраженных языковых комплексов с большим числом местных диалектных черт, выделяются самостоятельные по своему характеру группы говоров. Говоры, характеризующиеся разнодиалектными чертами, как правило, нерегулярно распространёнными по территории этих говоров, в языковой характеристике которых отсутствуют местные, объединяющие их, диалектные черты, и которые сочетают в себе, как правило, явления окраинных частей ареалов соседних диалектных объединений, самостоятельных групп не образуют. Они обозначаются как просто «говоры». Так, в пределах северного наречия межзональные говоры включают как самостоятельную Онежскую группу говоров, так и белозерско-бежецкие говоры, не являющиеся самостоятельной группой. В пределах южного наречия межзональные говоры Б включают Тульскую группу говоров и елецкие и оскольские говоры. На территории среднерусских говоров размещаются Гдовская, Псковская и Владимирско-Поволжская группы говоров, а также новгородские говоры, селигеро-торжковские говоры и др.

## Подгруппы говоров
В пределах распространения Владимирско-Поволжской группы говоров на основании наличия некоторых особенностей языковых характеристик на фоне широкого круга общих особенностей, выделяются Тверская и Нижегородская подгруппы говоров.
В случае, когда в какой- либо обособленной части группы говоров распространены не собственные диалектные явления, а явления соседних диалектных объединений, подгруппы говоров не выделяются. К таким обособленным территориям относятся западная и восточная части Псковской группы, северная и южная части Владимирско-Поволжской группы, северная и южная части Западной группы и др.

## История образования групп говоров
Группы говоров как территориальные разновидности русского языка складывались в достаточно ранний период истории его развития, основные их особенности сформировались уже к XV веку. Тенденции к обособлению княжеств в феодальную эпоху способствовали тому, что на территории наиболее устойчивых и длительно существовавших княжеств и феодальных республик в условиях относительной разобщённости образовывались территориальные диалекты русского языка, дальнейшим развитием которых являются современные группы русских говоров.